# NGC 1257
NGC 1257 je dvostruka zvijezda u zviježđu Perzeju. 

## Vanjske poveznice
- SEDS: NGC 1257